# Hazelight Studios
Hazelight Studios — компания по разработке компьютерных игр, расположенная в Стокгольме, Швеция. Основана режиссёром Юсефом Фаресом в 2014 году. 
Компания известна разработкой кооперативных многопользовательских игр A Way Out и It Takes Two. Обе игры были выпущены Electronic Arts под лейблом EA Originals.

## История
До основания студии Юсеф Фарес был кинорежиссёром, а также разработал игру Brothers: A Tale of Two Sons, получившей признание критиков. После успеха Brothers Фарес решил основать собственную компанию в Стокгольме и заняться разработкой взрослой сюжетноориентированной игры. К нему присоединилась основная команда разработчиков Brothers из Starbreeze Studios, в том числе Клаас Энгдал, Эмиль Класон, Андерс Олссон и Филип Кулианос. О создании студии было объявлено на The Game Awards 2014 компанией Electronic Arts, эта же компания выступила издателем их первой игры. EA позволила Hazelight расположиться в помещениях DICE, чтобы Фарес и его команда могли полностью сосредоточиться на создании своей игры.
Первая игра компании — A Way Out — была анонсирована EA на E3 2017. Она вошла в EA Originals — инициативу EA по поддержке независимых игр. В рамках инициативы Hazelight сохранила полную свободу творчества и большую часть прибыли от продаж после возмещения затрат на разработку. Издатель выделил команде бюджет в 3,7 миллиона долларов. Игра была выпущена в марте 2018 года, получила положительные отзывы критиков и продалась тиражом в 1 миллион копий в течение двух недель. Сотрудничество студии и издателя продолжилось во время работы над следующей игрой студии, It Takes Two.
В январе 2022 года студия Hazelight объявила о сотрудничестве с Дмитрием М. Джонсоном и его компанией DJ2 Entertainment для создания киноадаптации игры It Takes Two. В апреле 2022 года стало известно, что Amazon Studios взяла этот проект и планирует снять киноверсию по сценарию Пэта Кейси и Джоша Миллера. Продюсерами выступят Дуэйн Джонсон, Дэни Гарсия и Хирам Гарсия под руководством Seven Bucks Productions.

## Игры
| Год  | Название      | Платформы                                                                         | Издатель        |
| ---- | ------------- | --------------------------------------------------------------------------------- | --------------- |
| 2018 | A Way Out     | Windows, PlayStation 4, Xbox One                                                  | Electronic Arts |
| 2021 | It Takes Two  | Windows, PlayStation 4, PlayStation 5, Xbox One, Xbox Series X/S, Nintendo Switch | Electronic Arts |
| 2025 | Split Fiction | Windows, PlayStation 5, Xbox Series X/S, Nintendo Switch 2                        | Electronic Arts |